# Clive Revill
Clive Selsby Revill (Wellington, 18 aprile 1930 – Los Angeles, 11 marzo 2025) è stato un attore neozelandese naturalizzato britannico.

## Biografia
Attivo come attore caratterista sia in teatro che in cinema e televisione, debuttò nel 1955 partecipando appunto ad una serie antologica televisiva di argomento teatrale trasmessa dalla BBC, intitolata BBC Sunday-Night Theatre. 
Come attore teatrale fu interprete di diversi musical messi in scena sui palcoscenici londinesi; fu candidato nel 1961 al Tony Award al miglior attore protagonista in un musical per Irma la douce, da cui fu poi tratto il film Irma la dolce, e nel 1963 al Tony Award al miglior attore protagonista in un musical per la sua interpretazione del ruolo di Fagin in Oliver!.
Per il cinema fu fra gli interpreti del film Che cosa è successo tra mio padre e tua madre? (1972) di Billy Wilder, che gli valse la candidatura al Golden Globe per il miglior attore non protagonista. Con lo stesso Wilder aveva recitato precedentemente in Vita privata di Sherlock Holmes (1970).
Per la televisione si ricorda la sua interpretazione dell'eccentrico poeta e personaggio pubblico irlandese attivo a Los Angeles Joe Devlin, dietro la cui identità si cela quella di un organizzatore del terrorismo separatista nella madrepatria con l'invio di armi, nell'episodio I cospiratori della serie Colombo.
Come doppiatore, Revill dette voce a Jan Dodonna nel videogioco Star Wars: Galactic Battlegrounds, a Thorin Scudodiquercia nel videogioco ispirato a Lo Hobbit, e all'imperatore Palpatine/Darth Sidious nella versione originale di L'Impero colpisce ancora.

## Filmografia parziale

### Cinema
- Bunny Lake è scomparsa (Bunny Lake is Missing), regia di Otto Preminger (1965)
- Modesty Blaise - La bellissima che uccide (Modesty Blaise), regia Joseph Losey (1966)
- Una splendida canaglia (A Fine Madness), regia di Irvin Kershner (1966)
- Fathom: bella, intrepida e spia (Fathom), regia di Leslie H. Martinson (1967)
- L'uomo venuto dal Kremlino (The Shoes of the Fisherman), regia di Michael Anderson (1968)
- Italian Secret Service, regia di Luigi Comencini (1968)
- Vita privata di Sherlock Holmes (The Private Life of Sherlock Holmes), regia di Billy Wilder (1970)
- La via del rhum (Boulevard du rhum), regia di Robert Enrico (1971)
- Che cosa è successo tra mio padre e tua madre? (Avanti), regia di Billy Wilder (1972)
- Dopo la vita (The Legend of Hell House), regia di John Hough (1973)
- Galileo, regia di Joseph Losey (1975)
- Zorro mezzo e mezzo (Zorro, the Gay Blade), regia di Peter Medak (1981)
- Il potere magico (Rumpelstiltskin), regia di David Irving (1987)
- I vestiti nuovi dell'imperatore (The Emperor's New Clothes), regia di David Irving (1987)
- C.H.U.D. II: Bud the Chud, regia di David Irving (1989)
- Robin Hood - Un uomo in calzamaglia (Robin Hood - Men in Tights), regia di Mel Brooks (1993)
- Dracula morto e contento (Dracula: Dead and Loving It), regia di Mel Brooks (1995)
- Intrepid - La nave maledetta (Intrepid), regia di John Putch (2000)
- Delitto e castigo (Crime and Punishment), regia di Menahem Golan (2002)
- The Queen of Spain (La reina de España), regia di Fernando Trueba (2016)

### Televisione
- Robin Hood (The Adventures of Robin Hood) – serie TV, episodio 2x31 (1957)
- Colombo (Columbo) – serie TV, episodio 7x05 (1978)
- Cuore e batticuore (Hart to Hart) – serie TV, episodio 3x17 (1982)
- Storie di maghi e di guerrieri (Wizards and Warriors) – serie TV, 8 episodi (1983)
- La signora in giallo (Murder, She Wrote) – serie TV, episodi 1x12-4x14 (1985-1988)
- Ai confini della realtà (The Twilight Zone) – serie TV, 1 episodio (1986)
- MacGyver – serie TV, episodio 2x21 (1987)
- Star Trek: The Next Generation – serie TV, episodio 4x20 (1991)
- Babylon 5 – serie TV, un episodio (1994)
- The Closer – serie TV, episodio 1x10 (2005)

### Doppiatore
- L'Impero colpisce ancora (The Empire Strikes Back) V Episodio di Guerre stellari, regia di Irvin Kershner (1980)
- Transformers – serie animata (1984-1986)
- Transformers - The Movie, regia di Nelson Shin (1986)
- MoonDreamers – serie animata (1986)
- Batman – serie animata (1992-1995)
- Topolino strepitoso Natale! (Mickey's Twice Upon a Christmas), regia di Matthew O'Callaghan (2004)
- Tom & Jerry e Robin Hood (Tom and Jerry: Robin Hood and his Merry Mouse), regia di Spike Brandt e Tony Cervone (2012)

## Doppiatori italiani
Nelle versioni in italiano delle opere in cui ha recitato, Clive Revill è stato doppiato da:
- Gianni Bonagura in Una splendida canaglia
- Ferruccio Amendola in Che cosa è successo tra mio padre e tua madre?
- Massimo Dapporto ne Il mistero del dinosauro scomparso
- Renato Turi in Modesty Blaise - La bellissima che uccide (Sheik Abu Tahir)
- Gianfranco Bellini in Modesty Blaise - La bellissima che uccide (Alec McWhirter)
- Oreste Lionello in Colombo
- Mico Cundari in Storie di guerra e di magia
- Nando Gazzolo ne La via del rhum
- Luciano De Ambrosis in Bunny Lake è scomparsa
- Michele Kalamera ne Il potere magico
- Antonio Guidi in Assassination Bureau
- Giorgio Lopez ne La signora in giallo (ep. 1x13)
- Rino Bolognesi ne La signora in giallo (ep. 4x14)
- Sergio Rossi in Alfred Hitchcock presenta
- Sandro Iovino in Star Trek: The Next Generation
- Domenico Crescentini in The Closer

Da doppiatore è sostituito da:
- Roberto Villa ne L'impero colpisce ancora
- Antonio Paiola in MoonDreamers
- Franco Sangermano in Batman
- Paolo Lombardi in Topolino strepitoso Natale!
- Luigi La Monica in Tom & Jerry e Robin Hood[2]